# 派出所
派出所（はしゅつじょ、はしゅつしょ）とは、組織の中で職務に当たらせるために作られた拠点である。出張所（しゅっちょうじょ）と同じである。

## 警察
日本の警察組織では交番の正式名称として1994年まではこれを使用していた。現在においても、空港・繁華街など人が多く集まり、かつ警察が必要とされる拠点において、交番の交番（出張所的な役割）としておかれている警備派出所がこの名称を用いている（例：稚内空港警備派出所）。栃木県警察・鳥取県警察・岡山県警察・佐賀県警察および鹿児島県警察は、幹部交番にあたる施設（他署との統合前の旧警察署）に「幹部派出所」、兵庫県警察は「警視（警部）派出所」という名称を用いている。また、韓国、中国や台湾においても、交番の名称として使用している。
各地に拠点を置く同様の組織として分駐所がある。街中にある派出所（交番）は所轄署の地域課に属するが、分駐所は警察本部の地域部鉄道警察隊や交通部高速道路交通警察隊に属する点で異なる。

## 鉄道
鉄道においては、特に日本におけるJRなどの工場や車両基地、設備系統の業務分掌機関にこの名称が用いられている。基本的には所長が配置されず、助役以下の配置となっている。車両基地を参照。

## 路線バス
本所である営業所、その次の下部組織に該当する支所に次いで「○○営業所△△派出所」と標記・扱いをされることがある。基本的に所長は配属されず、運行管理責任者などが派出所管理者となっている場合が多い。中には日中職員が出勤するものの、夜間は機械警備などの管理により泊まり勤務の職員が居ない場合、折返し設備だけが存在し常勤職員が配属されていない場合もある。

## 金融機関
一般的には、出納派出所と称され、各市区町村（都道府県の場合もある）の税金や保険料、公共料金納付、収入印紙・収入証紙売り捌き等の指定金融機関の出納窓口として、主に役所内あるいは出先機関の庁舎内に設置されるものである。銀行法上の営業拠点ではないため、一般の銀行業務は行っていない。
金融機関の支店ないしは有人出張所が設置されている場合は、そちらで行うため、通常は設置されない。